# 拉斯維加斯飛行者
拉斯維加斯飛行者（英語：Las Vegas Aviators），旧称拉斯維加斯51區（Las Vegas 51s）及拉斯維加斯之星（Las Vegas Stars），是一支主場位於美國內華達州拉斯維加斯的職業棒球隊，屬美國職棒小聯盟3A等級的太平洋岸聯盟。2019年隨著遷入新主場拉斯維加斯球場與新的大聯盟合作球隊奧克蘭運動家，球隊也改至現名。
台灣巨炮陳金鋒與美國職棒大聯盟洛杉磯道奇簽約期間，在2002至2005年間曾效力過該隊。

小聯盟3A拉斯維加斯51區的舊隊徽

## 相關頁面
- 美國職棒大聯盟